# 霍奇斯鎮區 (明尼蘇達州史蒂文斯縣)
霍奇斯鎮區（英語：Hodges Township）是位於美國明尼蘇達州史蒂文斯縣的一個行政鎮區。

## 地方資料
霍奇斯鎮區的面積為91.85平方千米，當中陸地面積為89.04平方千米，而水域面積為2.80平方千米。根據2020年美國人口普查的數據，當地共有人口300人，而人口密度為每平方千米3.27人。